# Achterveld (Leusden)

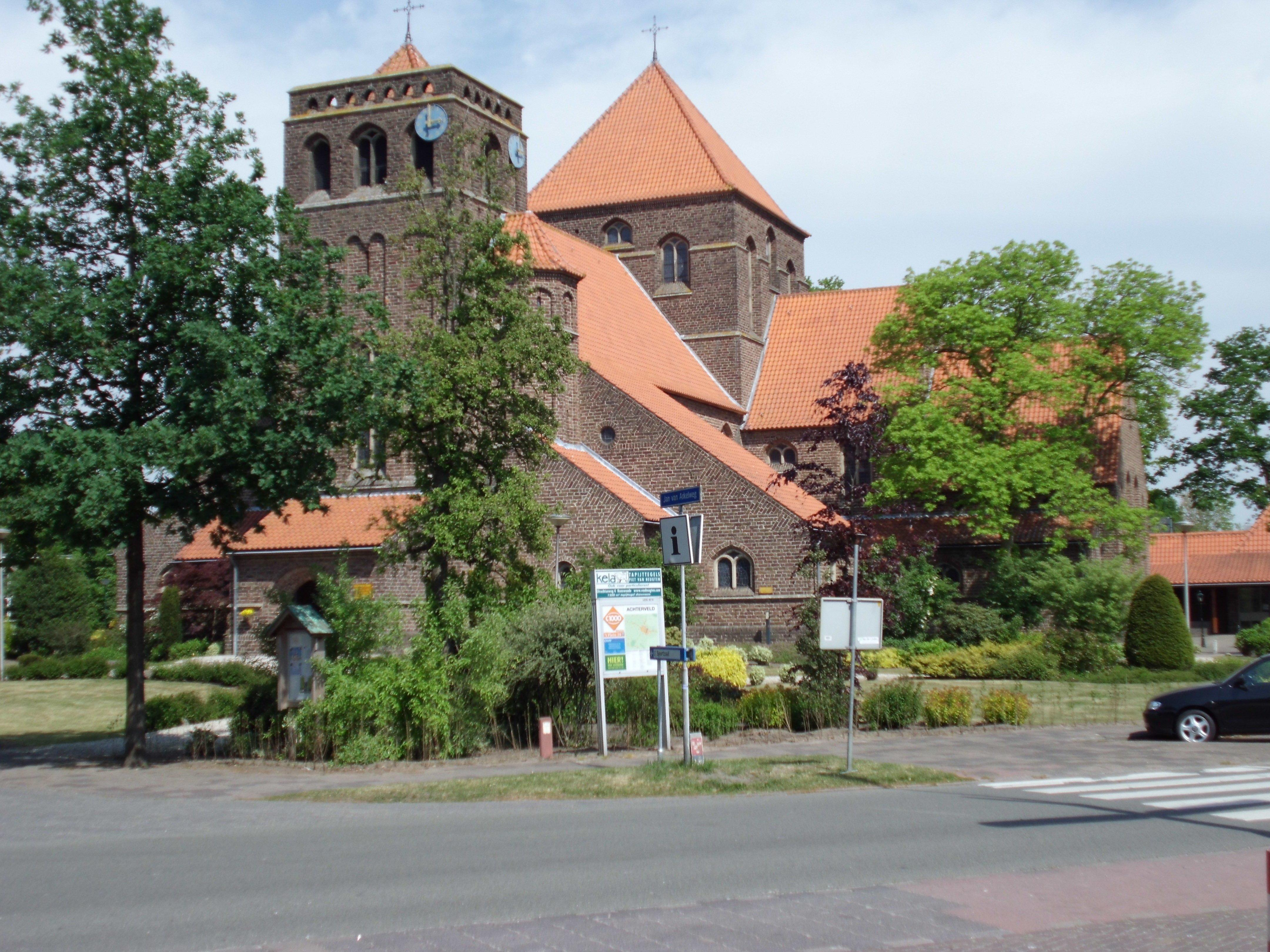
Sint-Jozefkerk

Achterveld is een dorp in de gemeente Leusden in de Nederlandse provincie Utrecht. Het dorp ligt halverwege de plaatsen Leusden en Barneveld in de Gelderse Vallei en grenst aan de provincie Gelderland. Het oostelijke buitengebied van het dorp valt onder de Gelderse gemeente Barneveld. Achterveld is in de jaren 1960 sterk gegroeid en had in 2023 2.745 inwoners. Tot 1 juni 1969 behoorde Achterveld tot de gemeente Stoutenburg, die vervolgens opging in de gemeente Leusden. Sindsdien heeft het dorp een dorpsraad die adviseert aan B&W van Leusden.

## Algemeen
De bevolking van Achterveld is overwegend rooms-katholiek, in een verder protestantse streek, en is agrarisch werkzaam (veel gemengd bedrijf). De opmerkelijke neoromaanse Sint-Jozefkerk uit 1933 is ontworpen door de architect H.W. Valk (1886-1973). In 2002 is het interieur van de kerk gerestaureerd en is een permanent geopende Mariakapel ingericht. De oudere pastorie is vervangen door een parochiehuis.
De rooms-katholieke Sint Jozefkerk in Achterveld is van cultuurhistorische waarde. Het is een kruiskerk in neoromaanse stijl en heeft twee torens, een hoge vieringtoren en een lagere klokkentoren boven het ingangsportaal. Kenmerkend zijn de op wisselende hoogte aangebrachte tent- en zadeldaken. Het interieur van de kerk, inclusief de gewelven, is uitgevoerd in schoon metselwerk. Het gebouw is een rijksmonument.
Er is een protestantse kerk in het nabije dorp De Glind, waar sinds 1900 de Rudolphstichting voor ondersteuning van jongeren gevestigd is. Daar bevinden zich ook voorzieningen als een zwembad en een kinderboerderij. Het buurthuis de Moespot is gevestigd in een voormalige lagere school.

## Geschiedenis
In 1674 kreeg de Barneveldse katholieke parochie na zeventig jaar weer een nieuwe priester: Meinardus van Houten. De meeste parochianen waren echter protestant geworden. Toen Meinardus inzag dat hij in het Gelderse dorp de parochie niet opnieuw op kon bouwen, week hij uit naar Achterveld. In de boerderij “Groot Achterveld” ging hij de Heilige Mis opdragen en begon met de zielzorg. Rond 1730 werd er bij de boerderij een pastorie gebouwd en ongeveer 15 jaar later een eerste kerkje. In 1844 werd er een Waterstaatskerk gebouwd. Er stonden bij de kerk slechts enkele huizen. Vanwege een instorting verrees in 1932/33 een nieuwe dorpskerk.
In 1895 kocht de parochie een boerderij vlak bij de kerk om deze te verbouwen tot bejaardentehuis, waar religieuze zusters uit Amersfoort de leiding kregen. Dat gebouw werd tijdens de Eerste Wereldoorlog vervangen door een nieuw, veel groter tehuis en is in 1924 nog verder uitgebreid.
Ook de ligging aan de Hessenweg van Amersfoort naar Deventer is van belang geweest voor de ontwikkeling van het dorp.

### Tweede Wereldoorlog
Tijdens de Tweede Wereldoorlog werd Achterveld ontruimd omdat het in 1940 in de Grebbelinie lag en dreigde onder water gezet te worden. De Zandbrinkermolen ging door het oorlogsgeweld ten onder. Er vielen tijdens Tweede Wereldoorlog in het dorp vijfentwintig dodelijke slachtoffers. Een aantal boerderijen werd zowel aan het begin als aan het einde van de oorlog verwoest.
Aan het einde van de Hongerwinter vonden in de toenmalige St Josephschool onderhandelingen plaats tussen geallieerde generaals, onder wie prins Bernhard, en de hoogste Duitse functionaris, Arthur Seyss-Inquart, over de Duitse capitulatie en geallieerde voedseldroppings in hongerend West-Nederland. Dit resulteerde op 30 april 1945 in het zogenaamde Akkoord van Achterveld tussen de Duitse bezetters en de geallieerde bevrijders.
Als dank voor het feit dat Huize St. Joseph en het dorp gespaard bleven tijdens de oorlog hebben de nonnen in de voortuin van het gebouw bij de vijver een imitatie Lourdesgrot geplaatst, met daarin een beeld van de heilige Maria en van een biddende Bernadette Soubirous. Bij deze grot staat een plaquette met het opschrift '17 APRIL - 4 MEI 1945 UIT DANKBAARHEID'. Na een uitbreiding van Huize St.-Joseph is de grot met de beelden in 1985 naar de huidige plaats achter het tehuis gebracht.
Boer Johan van Dijk en zijn vrouw werden door Yad Vashem onderscheiden met de titel 'Rechtvaardige onder de Volkeren' wegens het opnemen van een Joodse onderduiker.

## Economie
Vanaf 1900 richtten de boeren van het dorp coöperaties op. Er kwamen een boerenleenbank en een veevoederfabriek, later ook een melkfabriek. Deze bedrijven groeiden sterk en door de gestegen werkgelegenheid groeide het dorp mee. Bij de schaalvergrotingen in de landbouw in de jaren 1960 en 1970 verdwenen deze bedrijven weer uit het dorp en bleven de middenstand en de voornamelijk agrarische dienstverleners over. De veevoederfabriek staat per 2010 op de nominatie voor sloop.

## Uitbreidingsplannen
Per 2010 wilde de gemeente Leusden Achterveld fors uitbreiden in zuidelijke richting. Leusden wil ook het coöperatieterrein en omgeving herontwikkelen, samen met Woningstichting Leusden en de Alliantie Ontwikkeling. Er moesten nieuwe woningen komen, een nieuw dorpsplein, een nieuw appartementengebouw op de plek van het coöperatiegebouw en de inrichting van een natuurzone langs de Modderbeek. Deze visie stond in het conceptplan Achterveld-Zuid. Per 2014 wilde de gemeente het bouwplan 'boerderij Het Grote Weiland' en 'Hessenweg B' ontwikkelen. Naar schatting zal Achterveld er tot 2020 ongeveer 1000 inwoners bij kunnen krijgen.

## Evenementen
- Jaarlijks carnaval, met een grote optocht op de zondag. Georganiseerd door C.V. de Puupenkoppen.
- Wielerwedstrijd Tour de Junior, met deelnemers uit 25 landen
- Kermis en braderie op de woensdag van de Tour de Juniorweek
- Vredesloop - De loop start in Wageningen bij hotel “De Wereld" met hardlopers die een Vredesvuur naar Achterveld brengen.
- Redneck Festival - Jaarlijkse verjaardag van Hillbilly Henk! Fictief personage fungerend als mascotte van het Redneck Festival.

## Sport
- SV Achterveld is de voetbalvereniging van Achterveld.
- LTV De Emelaar is de tennisclub in Achterveld
- de singels is de Rijvereniging voor paard en pony in Achterveld

## Bekende inwoners van Achterveld

### Geboren in Achterveld
- mgr. Jan van Burgsteden s.s.s. (1935), pater Sacramentijn; was van 2000-2011 hulpbisschop van Haarlem-Amsterdam;
- Fleur Bourgonje (1946), schrijfster, vertaalster en dichteres;
- Danique van Ginkel (2001), voetbalster;
- Sanne Davelaar (2005), voetbalster.

### Woonachtig geweest
- Jan Versteegt (1952 - 2025), Nederlands meteoroloog en presentator.